# Werner von Fritsch
Werner Thomas Ludwig Freiherr von Fritsch (Düsseldorf-Benrath, 1880. augusztus 4. – Varsó, 1939. szeptember 22.) II. világháborús német tábornok, aki a Varsó elfoglalása közben szerzett sebesülésében a harctéren esett el.

## Élete
Von Fritsch 1880. augusztus 4-én született Benrathban, amely ma Düsseldorf része. 1898-ban, 18 évesen lép be a Birodalmi Hadseregbe. Tanulmányait kiválóan végzi el, s 1911-ben tisztté avatják és a vezérkarhoz osztják be. Az I. világháború során vezérkari tisztként szolgál. A világháborús vereség után katona marad, az akkor már Reichswehrnek nevezett hadseregben szolgál tovább. 
Hamar megmutatkozik, hogy erősen nacionalista, militarista és rasszista nézetekkel rendelkezik. Az I.  világháború utáni években többször is kifejti, hogy reméli, lesz valaki aki a német népet megvédi "a demokratáktól, a pacifistáktól, a zsidóktól, a feketéktől, a franciáktól, vagy bárkitől aki el akarja pusztítani a Német Birodalmat."
Részt vett a német hadsereg titokban lezajlott újrafelfegyverzésében. Nevéhez kötődik a Lengyelország elleni Fall Weiss (Fehér Terv) nevű támadás alapjainak kidolgozása 1928-ban. 
Miután támogatásáról biztosítja Adolf Hitlert és a Nemzetiszocialista Német Munkáspártot 1934-ben kinevezik a német szárazföldi hadsereg vezérkari főnökének. Aktívan részt vesz abban, hogy a hadseregből eltávolítsák a zsidó katonatiszteket. 
Mivel nem értett egyet az SS felemelkedésével, valamint ellenzi a Szovjetunió elleni támadást ezért Heinrich Himmler és Hermann Göring támadást indít ellene. A katonai becsületbíróság előtt homoszexualitással vádolták meg, s bár ez a fórum felmentette, mégis 1938. február 4-én kénytelen volt lemondani a tisztségéről. 
A támadások ellenére továbbra is támogatja a náci pártot, mivel aggódik a zsidóság támadásától a német birodalom ellen. Mielőtt kitör a Lengyelország elleni háború visszahívják aktív szolgálatba, s katonai pozíciójához képest megalázó feladatot kap, a 12. Tüzér Ezred tiszteletbeli ezredese lesz. Feladata a csapatok harctéri ellenőrzése volt.
1939. szeptember 22-én, Varsó ostrománál a csapatokat ellenőrizte, amikor súlyos sérülést szerzett. Bal combját egy lövedék találta el, ami átszakította az artériáját. Bár segédtisztje megpróbálta megmenteni, de ő csak annyit kért, hogy hagyja békén. Így pár percen belül meghalt. Szeptember 26-án Berlinben, teljes állami tiszteletadással temetik el az Invalidenfriedhofban.

## Fordítás
- Ez a szócikk részben vagy egészben  a   Werner von Fritsch című angol Wikipédia-szócikk fordításán alapul.  Az eredeti cikk szerkesztőit annak laptörténete sorolja fel. Ez a jelzés csupán a megfogalmazás eredetét és a szerzői jogokat jelzi, nem szolgál a cikkben szereplő információk forrásmegjelöléseként.